# Gleiritsch (Fluss)
Die Gleiritsch ist ein 9,9 km langer linker und östlicher Zufluss der Pfreimd in der Oberpfalz in Bayern. Sie entspringt mehreren Quellen südwestlich von Zeinried und mündet bei Trausnitz in die Pfreimd.

## Name
Der Name kommt aus dem Slawischen und enthält die Bildungselemente slaw. glova ‚Bodenerhöhung‘ und slaw. rěčica ‚kleiner Bach‘, er bedeutet also ‚Bodenerhöhung an einem kleinen Bach‘. Die Gleiritsch fließt an der die Bezeichnung motivierenden Bodenerhöhung mit dem Dorf Gleiritsch bei der Kohlmühle bei Bernhof vorbei.

## Verlauf
Die Gleiritsch  entspringt westlich von Zeinried in der Talsenke von Ödmiesbach und Zeinried und fließt recht beständig nach Westen. Bei Lampenricht mündet der aus Richtung Tännesberg kommende Mühlbach, der an der Neumühle, der Schnegelmühle und der Boxmühle vorbeifließt, in die Gleiritsch. Die Gleiritsch fließt an der Kohlmühle und an Bernhof vorbei in Richtung Bornmühle, Bornmühlschleife, Atzenmühle bei Atzenhof und mündet südlich von Trausnitz in die Pfreimd.

## Zuflüsse
Flussabwärts nach dem Mündungsort aufgelistet. Lage und Längen (dort abgemessen) nach dem BayernViewer.
- Mühlbach, von rechts am südwestlichen Ortsende von Lampenricht neben der Seebergstraße, 4,84 km.[2] Fließt aus dem untersten von mehreren Seen in einem weiten Talkessel nördlich des Bürschlings.
- Kroaubach, von links an der Gleiritscher Kohlmühle, 2,44 km.[2] Entsteht im Fichtental östlich des Großen Kulm
- Klingenbach, von links gleich nach Passieren der Pfreimder Bornmühle, ca. 1,4 km.[4] Entsteht nordwestlich des Großen Kulm.
- Schweizerbach, von rechts vor der Pfreimder Bornmühleschleife[5] in den Bach Gleiritsch selbst, 2,95 km.[2] Entsteht unterhalb des Trommelplatzes.

## Bildergalerie

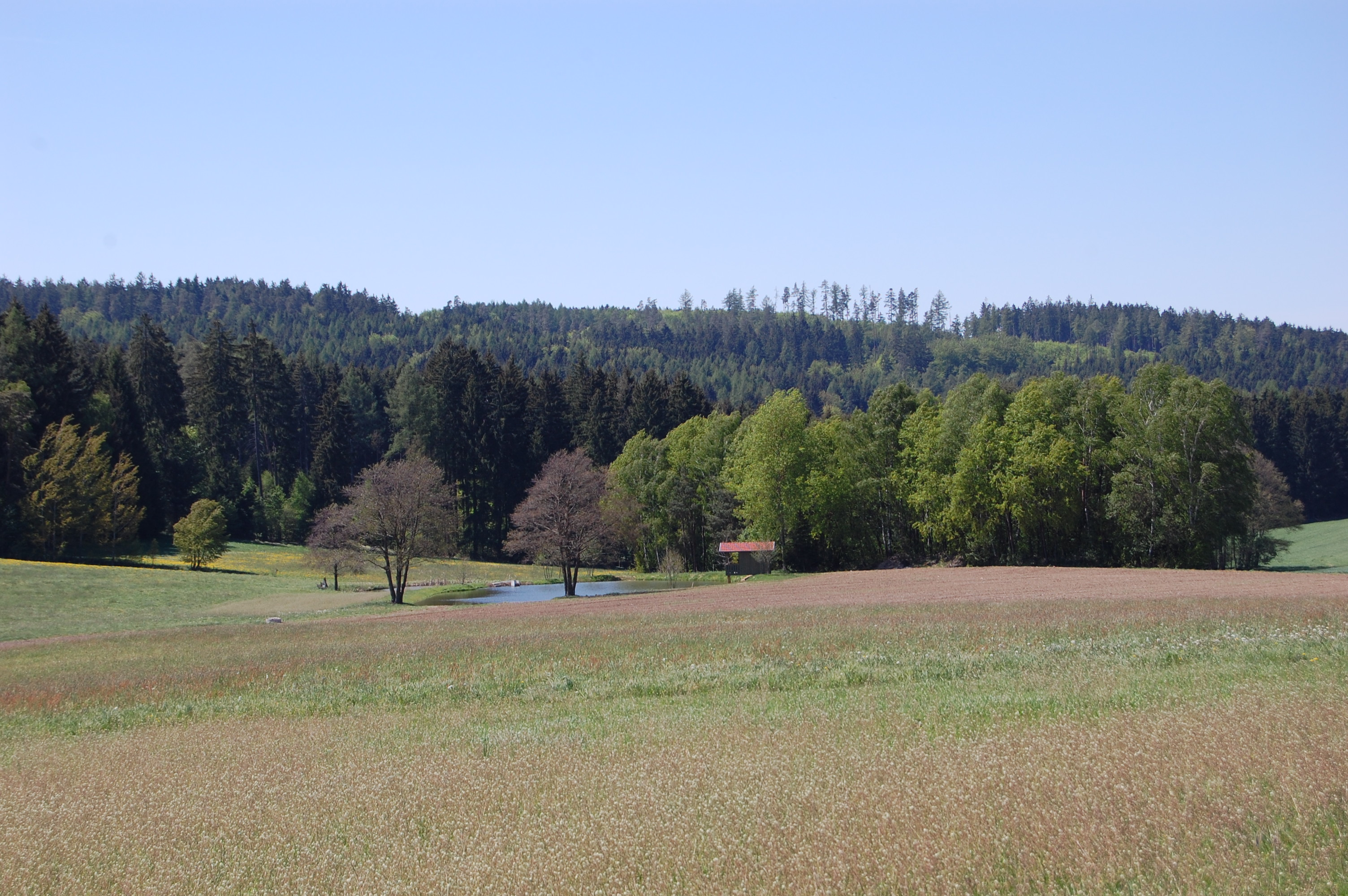
Quellgebiet bei Zeinried
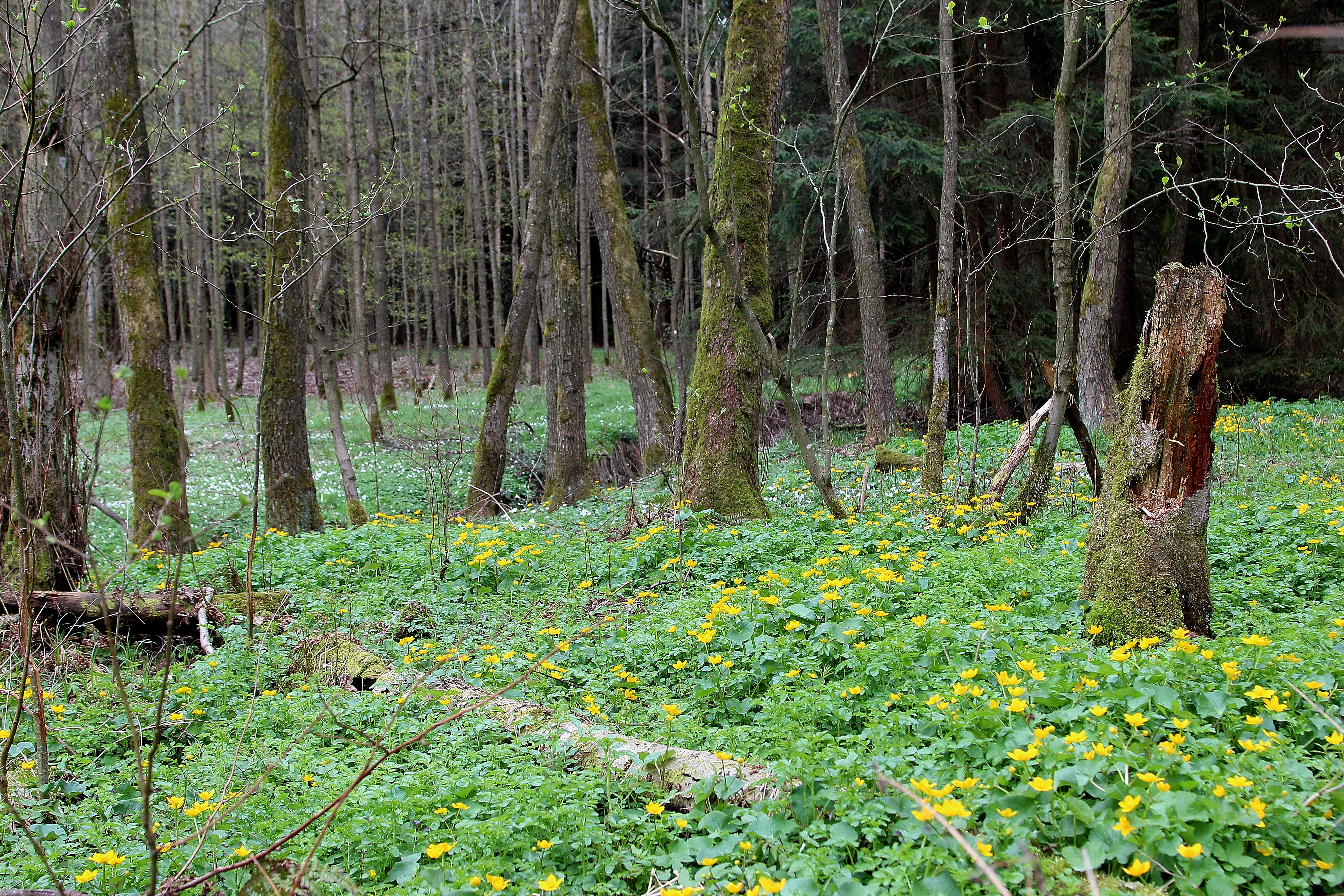
Quellgebiet bei Zeinried (2017)
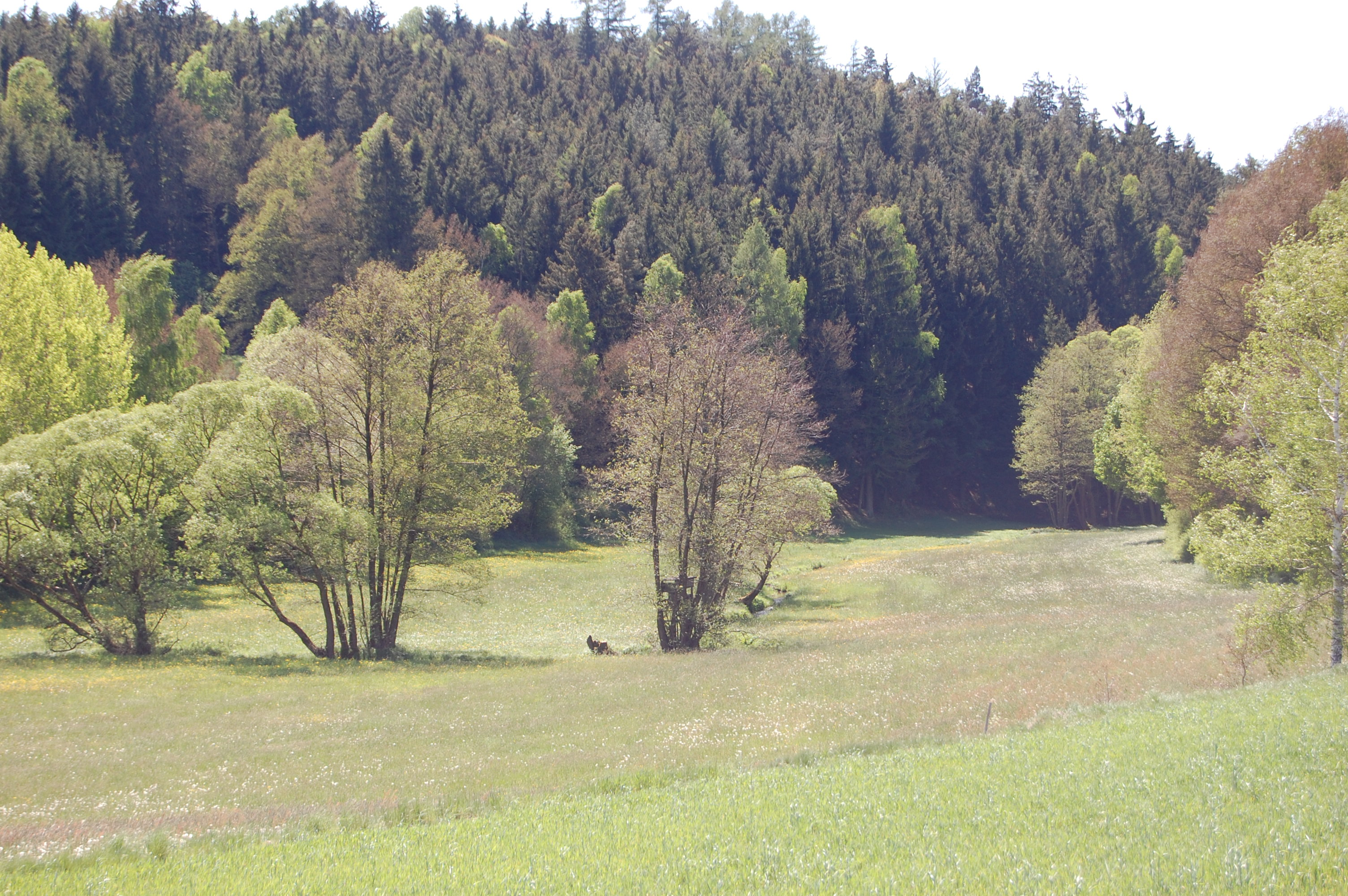
Die Gleiritsch bei Lampenricht
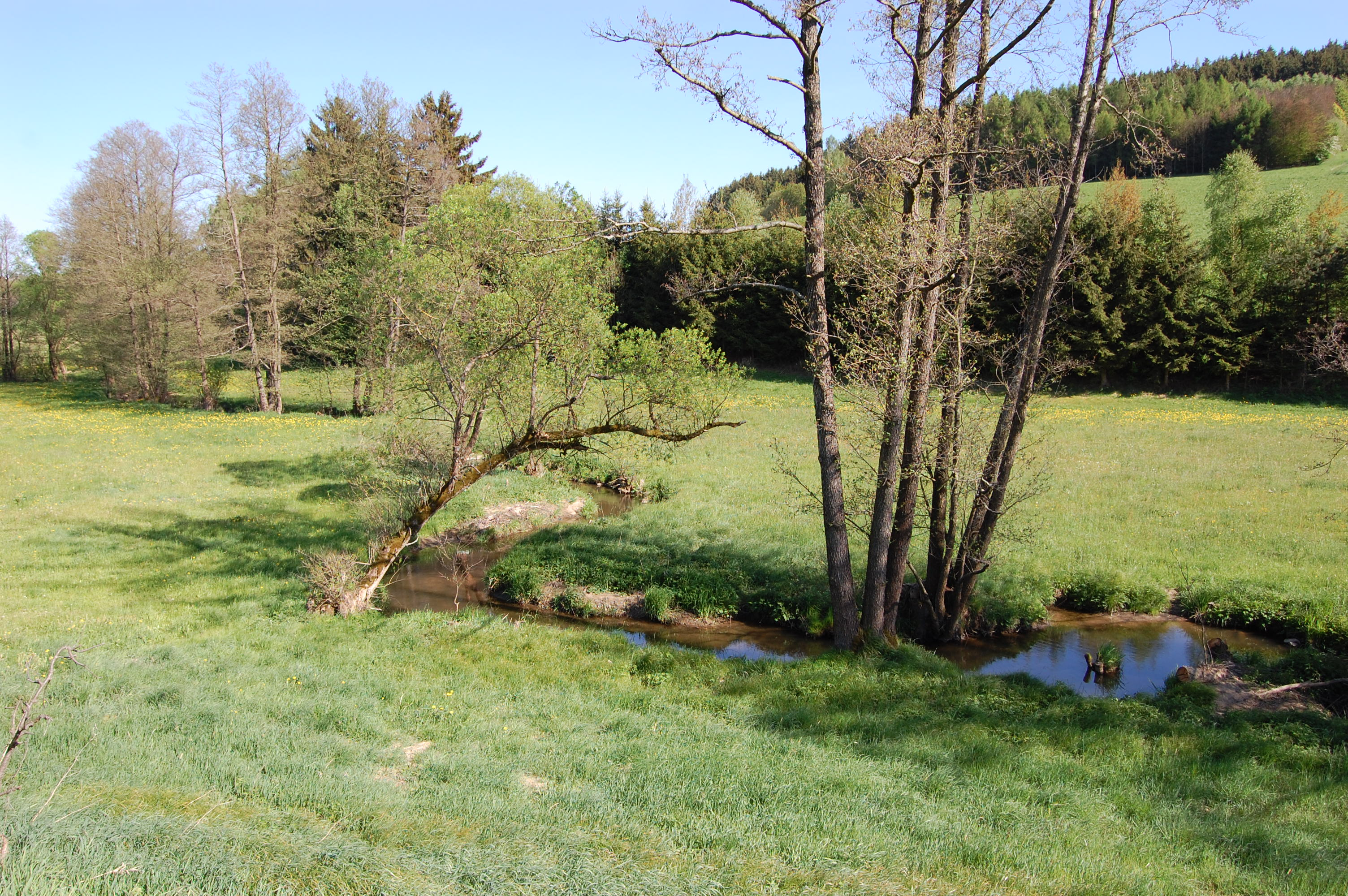
Die Gleiritsch bei der Bornmühle (2011)
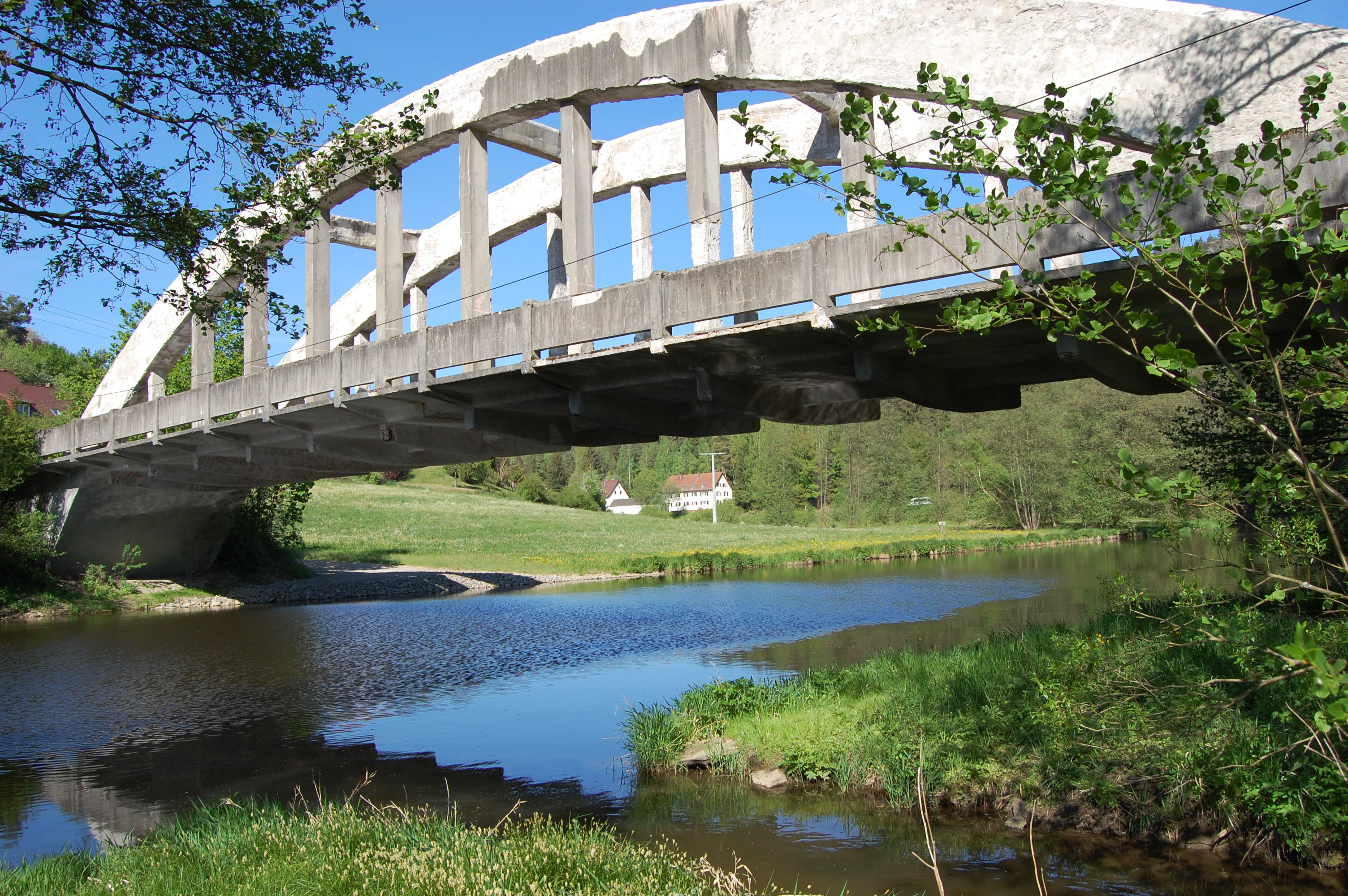
Die Gleiritsch fließt bei Trausnitz in die Pfreimd